# German Killinger (Jurist)
German Killinger (* 26. Juni 1884 in Château-Salins in Lothringen; † 13. Februar 1957 in Augsburg) war ein deutscher Verwaltungsjurist und Vorstand des Bezirksamtes Dinkelsbühl.

## Leben

### Herkunft und Familie
German Killinger entstammte einer Familie, die ihren Namen nach ihrem Herkunftsort Killingen, Ortsteil von Ellwangen, ableitet. Er war der Sohn des Geheimen Regierungsrats German Killinger (1844–1940) und dessen Ehefrau Elisabeth und wuchs mit seinen Geschwistern Philipp (1885–nach 1945), Johann Wilhelm (1886–1947) und Elisabeth (1890–?) auf.
Am 10. Juli 1930 heiratete er in  Niederarnbach Johanna Maria Aloysia Freiin von Pfetten-Arnbach (* 1888), Tochter des Sigmund von Pfetten-Arnbach. Aus der Ehe ist die Tochter Ottilie Johanna Germana (* 10. Mai 1931; † 14. Dezember 1931) hervorgegangen.

### Ausbildung und Beruf
Nach dem Besuch des humanistischen Gymnasiums in Diedenhofen, dem Lyzeum in Colmar und in Straßburg studierte Germann Killinger Rechts- und Staatswissenschaften an der Universität Straßburg, leistete anschließend seinen Militärdienst als Einjährig-Freiwilliger und promovierte am 19. Februar 1912 in Straßburg mit der Dissertation „Die ländliche Verfassung der Grafschaft Erbach und der Herrschaft Breuberg im 18. Jahrhundert“ zum Dr. iur. et rer. pol. Von 1909 bis 1914 leistete er den dreijährigen Vorbereitungsdienst (Referendariat), der ihn zu verschiedenen Behörden in Elsass-Lothringen führte. Mit dem Großen juristischen Staatsexamen schloss er das Studium ab und wurde Assessor bei der Kreisdirektion Saarburg. Er musste Kriegsdienst leisten und war als Oberleutnant der Reserve Ordonnanzoffizier und Adjutant in der Militärverwaltung, wo er am 1. Oktober 1918 Landesrat bei der Militärverwaltung der baltischen Lande wurde. Zum 1. August 1916 wurde er kaiserlicher Regierungsamtmann in Saarburg. Im Juni 1919 kam er in das Reichsinnenministerium, wo er Hilfsarbeiter in der Abteilung Elsass-Lothringen wurde. Nach einem zweijährigen Probedienst im Auswärtigen Amt kam er zum 1. April 1921 als Regierungsrat zur Regierung von Oberbayern. Bevor er am 21. Juni 1923 Bezirksamtmann in Schrobenhausen wurde, war er vom 13. Juni bis zum 1. Dezember 1921 als Vizekonsul im Generalkonsulat Posen eingesetzt. Am 1. Februar 1931 zum Regierungsrat ernannt, übernahm er zum 1. Dezember 1933 als Bezirksamtsvorstand die Leitung der Verwaltung des Bezirksamtes Dinkelsbühl, die  er bis zu seinem Rücktritt am 11. Oktober 1936 bzw. seiner Amtsenthebung am 15. Dezember 1936 innehatte.

### Zeit des Nationalsozialismus
Killinger engagierte sich Anfang der 1920er Jahre politisch und war Mitglied des Freikorps Bund Bayern und Reich und später in der Deutschnationalen Volkspartei. Er war überzeugter Christ, erstrebte ein friedliches, soziales und ausgeglichenes Bayern und Deutschland und rief 1926 durch Rückkehr zur katholischen Kirche „zur deutschen Einigkeit“ auf. Er konvertierte am 7. Dezember 1926 und war Förderer karitativer Einrichtungen. Die steigende Armut und die Not der Millionen von Arbeitslosen führten ihn am 28. Mai 1933 zum Beitritt in den 3. Orden des Heiligen Franziskus.
Im festen Vertrauen auf die Zusagen (Beseitigung der Arbeitslosigkeit, christliche Moral als Grundlage der Politik, Schutz von Kirche und Konfessionen u. a.), die die Nationalsozialisten in ihren Programmen gegeben hatten, trat Killinger zum 1. Mai 1933 der NSDAP bei (Mitgliedsnummer 2.542.386). Darin sah er die Rettung vor dem drohenden Bürgerkrieg und ein Bollwerk gegenüber dem Kommunismus, der sich besonders im Norden Deutschlands stark ausgebreitet hatte.
Schon bald wurde ihm deutlich, dass die Versprechen der Nazis nicht eingehalten wurden. Die Arbeitslosigkeit wurde erfolgreich bekämpft, jedoch wurde die Zusage über den Schutz des Christentums nicht eingelöst. Der Kirchenstreit der Jahre zwischen 1934 und 1936, in welchem Killinger als Bezirksvorstand schützend vor den besonders gefährdeten Geistlichen sowohl der evangelischen Bekenntnisfront wie der katholischen Gemeinden stand, zeigte immer deutlicher, dass die NSDAP in nationaler Selbstvergötterung die christlichen Begriffe in Wortverdrehung nur zur Tarnung ihrer antichristlichen Ziele und Methoden benutzte.
Am 11. Oktober 1936 trat er aus Protest aus der Partei und ihren Organisationen aus und stellte sein Amt zur Verfügung. Der stellvertretende Gauleiter von Franken Karl Holz hatte an diesem Tag in einer großen NSDAP-Kreisversammlung in Dinkelsbühl die christlichen Kirchen und Geistlichen in demagogisch-niedriger Weise herabgesetzt und zum Kirchenaustritt aufgefordert.
Am 15. Dezember 1936 wurde er seines Amtes enthoben und am 6. Mai 1937 auf die unbedeutende Stelle als Regierungsrat beim Landesversicherungsamt Schwaben versetzt. Mit Genehmigung der amerikanischen Militärregierung wurde er im Oktober 1945 als Leiter der landwirtschaftlichen Berufsgenossenschaft Augsburg eingesetzt.
Im Entnazifizierungsverfahren, dem sich alle Personen unterziehen mussten, die zu nationalsozialistischen Organisationen eine Verbindung hatten, wurde Killinger am 31. Juli 1947 durch die Spruchkammer Augsburg als entlastet eingestuft. So konnte er bei der landwirtschaftlichen Berufsgenossenschaft Augsburg  bleiben, deren Leiter er am 12. Januar 1949 wurde. Am 17. Oktober 1949 zum Regierungsdirektor befördert, wurde er zum 1. September 1951 in den Ruhestand verabschiedet.